# Alessio Villarosa
Alessio Mattia Villarosa (Barcellona Pozzo di Gotto, 25 agosto 1981) è un politico italiano, dal 13 giugno 2018 al 13 febbraio 2021 sottosegretario di Stato del Ministero dell'economia e delle finanze nei governi Conte I e II.

## Biografia
Nato a Barcellona Pozzo di Gotto, in provincia di Messina, si è laureato in economia aziendale per l'indirizzo marketing e finanza all'Università di Pisa.
Ha lavorato per quattro anni come operaio in una fabbrica di reti ortopediche. Quindi copre un ruolo come responsabile nel settore carte di pagamento a Roma. Infine fonda un'impresa nel settore farmaceutico.
Terminata l’attività politica, diventa Head of Finance and Growth Division di AT Agency, società fondata dall’ex collega parlamentare Angelo Tofalo che si occupa di consulenza strategica nel campo della difesa, dell’intelligence e della cybersicurezza.

### Elezione a deputato
Alle elezioni politiche del 2013 viene candidato alla Camera dei deputati, tra le liste del Movimento 5 Stelle nella circoscrizione Sicilia 2 in settima posizione, risultando eletto deputato come ultimo degli eletti. Nella XVII legislatura della Repubblica è stato componente della 6ª Commissione Finanze e della Commissione parlamentare d'inchiesta sul sistema bancario e finanziario.
Dal 16 settembre al 16 dicembre 2013 è ufficiosamente "capogruppo" e portavoce del Movimento 5 Stelle alla Camera in virtù del regolamento interno del gruppo che prevede una rotazione trimestrale della carica. Riccardo Nuti, che lo ha preceduto, è tuttavia rimasto ufficialmente presidente del gruppo per motivi tecnico-burocratici dovuti all'organizzazione parlamentare.
Il 4 settembre 2014 è diventato ufficialmente presidente del gruppo a seguito delle dimissioni di Nuti, rimanendo fino al 24 marzo 2015 sostituito ufficialmente da Federico D'Incà.
Alle elezioni politiche del 2018 viene ricandidato alla Camera dei deputati nel collegio uninominale Sicilia 2 - 02 (Barcellona Pozzo di Gotto), sostenuto dal Movimento 5 Stelle, venendo rieletto a Montecitorio con il 43,72% dei voti e sconfiggendo i candidati del centro-destra, in quota Forza Italia, Maria Tindara Gullo (34,91%) e del centro-sinistra Natalia Cimino (15,92%). Nel corso della XVIII legislatura ha fatto parte della Commissione speciale per l'esame degli atti urgenti presentati dal Governo e della 6ª Commissione Finanze, dove durante il suo periodo da sottosegretario al MEF è stato sostituito da Pino Cabras, Antonio Zennaro e Pasquale Maglione.
In seguito alla nascita del governo Conte I tra 5 Stelle e la Lega di Salvini, il 13 giugno 2018 viene nominato dal Consiglio dei Ministri sottosegretario di Stato al Ministero dell'economia e delle finanze, affiancando il ministro Giovanni Tria, carica che gli viene riconfermata nel successivo governo Conte II tra M5S, Partito Democratico e Liberi e Uguali.
Per essersi astenuto dal votare la fiducia al Governo Draghi, nel febbraio del 2021 viene espulso dal M5S.